# Oliver Kjærgaard
Oliver Kjærgaard, né le 11 juillet 1998 à Kokkedal au Danemark, est un footballeur danois qui évolue au poste de milieu offensif au Hamarkameratene.

## Biographie

### En club
Né à Kokkedal au Danemark, Oliver Kjærgaard est formé au Lyngby BK. Il joue son premier match en professionnel avec ce club, le 12 août 2015 lors d'une rencontre de coupe du Danemark face à l'Akademisk Boldklub. Il entre en jeu et son équipe s'impose par trois buts à zéro.
Alors que le club rencontre des problèmes financiers et que les salaires des joueurs restent impayés, Kjærgaard résilie son contrat avec Lyngby en février 2018. Quelques jours plus tard il s'entraîne avec le club du Tromsø IL, en Norvège, avec lequel il s'engage pour trois ans le 22 février 2018.
Très peu utilisé au Tromsø IL, Kjærgaard résilie son contrat d'un commun accord avec le club le 2 janvier 2020 et se retrouve libre.
Sans contrat depuis janvier, Oliver Kjærgaard s'entraîne avec le FC Helsingør, club avec lequel il signe officiellement le 5 mars 2020.
Après deux ans et demi au FC Helsingør, Oliver Kjærgaard signe le 7 février 2023 avec le Hamarkameratene, pour un contrat courant jusqu'en décembre 2025.

### En sélection
Oliver Kjærgaard représente l'équipe du Danemark des moins de 19 ans de 2016 à 2017. Il joue cinq matchs et marque un but avec cette sélection.